# Zasłonak rdzawobrązowy

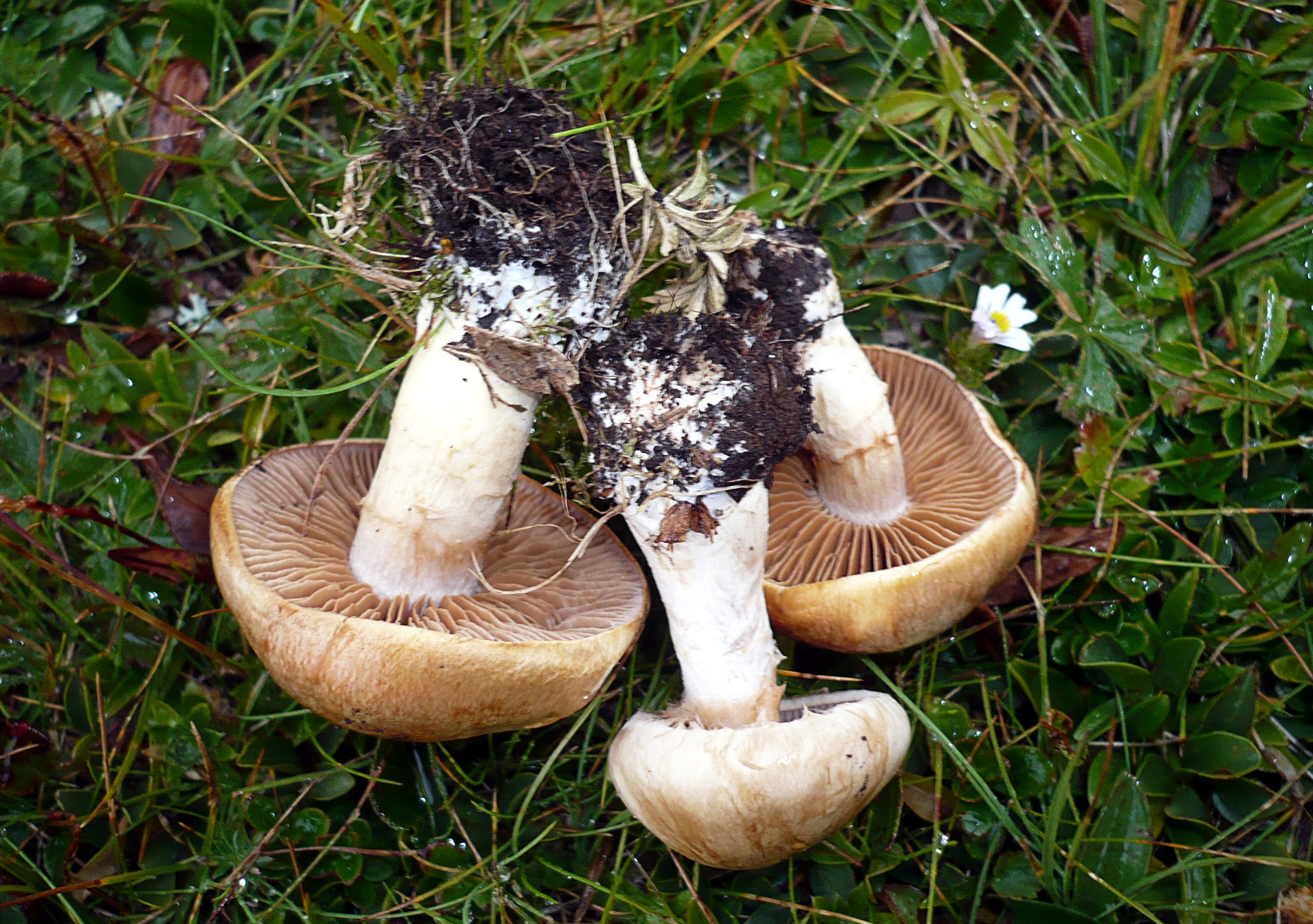
Młode owocniki maja różowofioletowe blaszki

Zasłonak rdzawobrązowy, zasłonak psi (Cortinarius caninus (Fr.) Fr.) – gatunek grzybów należący do rodziny zasłonakowatych (Cortinariaceae).

## Systematyka i nazewnictwo
Pozycja w klasyfikacji według Index Fungorum: Cortinarius, Cortinariaceae, Agaricales, Agaricomycetidae, Agaricomycetes, Agaricomycotina, Basidiomycota, Fungi.
Po raz pierwszy takson ten zdiagnozował w 1821 r. Elias Fries, nadając mu nazwę Agaricus anomalus var. caninus. OW 1838 r. ten sam autor przeniósł go do rodzaju Cortinarius.
Niektóre synonimy naukowe:
- Agaricus anomalus var. caninus Fr. 1821
- Agaricus caninus Fr. 1838
- Cortinarius anomalus subsp. caninus (Fr.) Konrad & Maubl. 1930
- Dermocybe canina (Fr.) Wünsche 1877
- Sericeocybe caninus (Fr.) Rob. Henry1993

Andrzej Nespiak opisał w swojej monografii ten gatunek pod nazwą zasłonak psi. Władysław Wojewoda w 2003 r. zaproponował bardziej według niego odpowiednią nazwę – zasłonak rdzawobrązowy.

## Morfologia
Kapelusz
Średnica 3- 9 cm, za młodu jest półkulisty, z czasem staje się płaskołukowaty z niewielkim garbem. Brzeg długi czas pozostaje podwinięty i widoczne są na nim resztki zasnówki. Powierzchnia gładka, matowa o barwie od ochrowobrązowawej do czerwonobrązowawej, na środku jest ciemniejszy. Młode owocniki mają różowofioletowy lub nieco siwy odcień.
Blaszki
Szeroko przyrośnięte, u młodych owocników różowofioletowe, u starszych rdzawobrązowe z różowofioletowym nalotem.
Trzon
Wysokość 5–9 cm, grubość 8–15 mm. Jest pełny, walcowaty, dołem nieco pałkowato rozszerzony, początkowo pełny, później pusty. Powierzchnia biaława i włóknista, tylko pod samym kapeluszem ma różowofioletowy odcień. W górnej części trzonu występuje brązowawa, nakrapiana strefa pierścieniowa.
Miąższ
Białawy, tylko na wierzchołku trzonu jest jasnoróżowofioletowawy. W smaku jest lekko słodkawy, brak wyraźnego zapachu.
Wysyp zarodników
Rdzawobrązowy
Cechy mikroskopowe
Zarodniki niemal kuliste o rozmiarach 7–8,1 × 5,7–6,8 μm.
Gatunki podobne
Istnieje wiele podobnych gatunków zasłonaków (m.in. zasłonak szarobrązowy Cortinarius anomalus). Najbardziej charakterystyczną cechą zasłonaka rdzawobrązowego jest strefa pierścieniowa w górnej połowie trzonu.

## Występowanie i siedlisko
Występuje w Ameryce Północnej i Europie. W Polsce w 2003 r. W. Wojewoda przytoczył 3 stanowiska, w późniejszych latach podano następne, a najbardziej aktualne podaje internetowy atlas grzybów. Znajduje się w nim na liście gatunków zagrożonych i wartych objęcia ochroną.
Grzyb mykoryzowy. Rośnie na ziemi w lasach iglastych i mieszanych. Owocniki wytwarza od lipca do listopada. Szczególnie występuje w górskich lasach świerkowych na podłożu ze skał wapiennych lub krzemionkowych.

## Znaczenie
Grzyb jadalny.